# Alessandro Pistone
Pour les articles homonymes, voir Pistone.
Alessandro Pistone, né le  27 juillet 1975 à Milan, est un footballeur italien qui évolue au poste de défenseur.

## Carrière
Il a commencé sa carrière à Solbiatese et à Crevalcore, deux petits clubs évoluant dans les divisions inférieures italiennes, avant de s'engager avec Vicenza lors de la saison 1995-1996. Il est transféré à l'Inter Milan en juin 1996 avant que Kenny Dalglish, le manager de Newcastle United, le convainc de rejoindre l'Angleterre pour un transfert de 4,3 millions de £ en juillet 1997. Il a joué lors de la finale de FA Cup perdue contre Arsenal.
Il est transféré à Everton et a débuté en jouant le premier match de la saison 2000-2001, avant de connaître de nombreuses blessures dont une de six mois pour une blessure au genou. En 2004-2005, Everton connaît une pénurie de défenseur gauche, ce qui permettra à Pistone de jouer la majorité des matchs de la saison et devient un titulaire lors de la saison 2005-2006. Mais, de nouveau, une blessure, cette fois-ci une rupture des ligaments croisés, a mis à terme à sa saison.
À la fin de la saison 2006-2007, il est libéré de son contrat avec Everton. Pour trouver un nouveau club, il a fait divers essais dont l'un à Middlesbrough mais ne convainc pas Gareth Southgate. Un nouvel essai non concluant avec Watford l'oblige à tenter sa carrière hors d'Angleterre. Ainsi, après quelques entraînements avec le RAEC Mons, il s'engage le 6 décembre 2007 avec la formation belge.

## Clubs
- 1993-1994 :  AC Solbiatese
- 1994-1995 :  AC Crevalcore
- 1995 :  Vicence Calcio
- 1996-1997 :  Inter Milan
- 1997-2000 :  Newcastle United
- 2000-2007 :  Everton FC
- 2007-2008 :  RAEC Mons

## Palmarès
- Vainqueur de la Coupe UEFA 1996-1997 avec l'Inter Milan
- Finaliste de la FA Cup en 1998 avec Newcastle United
- International italien -21 ans et olympique